# ميخائيل دميترييف
ميخائيل دميترييف هو لاعب كرة قدم ومدرب كرة قدم روسي في مركز الوسط، ولد في 27 يناير 1975 في ساراتوف في روسيا. لعب مع سوكول ساراتوف ‏.